# Cloniophorus tricolor
Cloniophorus tricolor là một loài bọ cánh cứng trong họ Cerambycidae.